# Källsjö
Källsjö is een plaats in de gemeente Falkenberg in het landschap Halland en de provincie Hallands län in Zweden. De plaats heeft 129 inwoners (2000) en een oppervlakte van 32 hectare.